# Burkhard König (Chemiker)

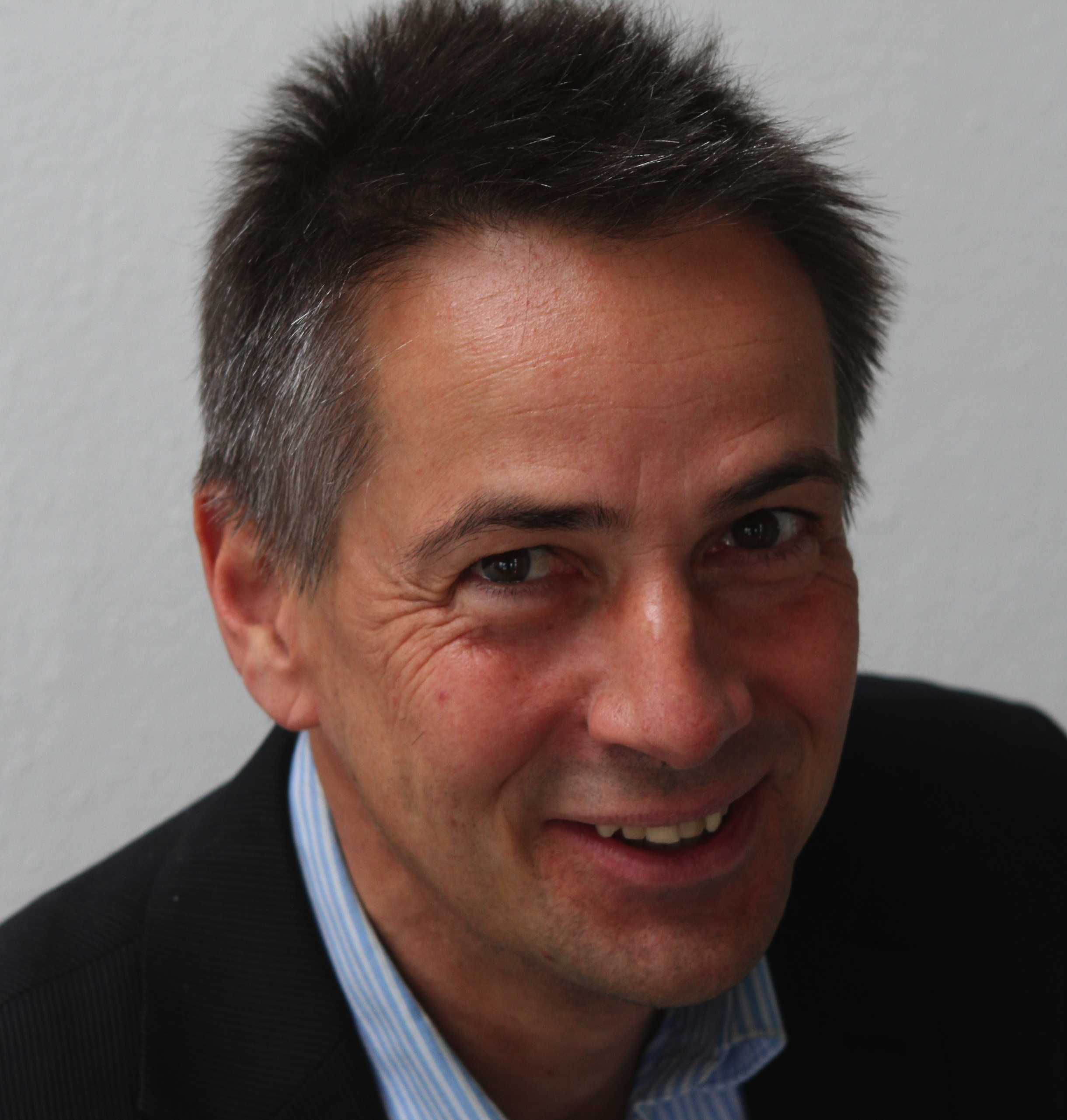
Burkhard König (2019)

Burkhard König (* 23. Juni 1963 in Wiesbaden) ist ein deutscher Chemiker (Organische Chemie) und Hochschullehrer an der Universität Regensburg. König wurde 1991 an der Universität Hamburg promoviert. Sein Doktorvater war Armin de Meijere. Als Post-Doktorand war er bei M. A. Bennett an der Australian National University und bei Barry Trost an der Stanford University tätig.
1996 habilitierte er sich an der Universität Braunschweig. Drei Jahre später – im Jahr 1999 – wurde er ordentlicher Professor für Organische Chemie an der Universität Regensburg.
In seiner wissenschaftlichen Arbeit befasst er sich dabei mit intermolekularen Wechselwirkungen und molekularer Erkennung, speziell der Entwicklung synthetischer Rezeptoren für biologische Strukturen und der Anwendung chemischer Photokatalyse im sichtbaren Spektrum für die organische Synthese.
2007 erhielt König den Literaturpreis des Fonds der Chemischen Industrie für sein Projekt Neues und nachhaltigeres organisch-chemisches Praktikum (NOP). Es dient der Verbreitung qualitativ hochwertiger Versuchsvorschriften über das Internet, mit nachhaltiger Verwendung der Stoffe und Ressourcen (auch unter toxikologischen und  energetischen Gesichtspunkten).
Im Jahr 2025 wurde Burkhard König als Mitglied der Sektion Chemie in die Nationale Akademie der Wissenschaften Leopoldina aufgenommen und zum Mitglied der Bayerischen Akademie der Wissenschaften gewählt.

## Schriften (Auswahl)
- Ghosh, J. Khamrai, A. Savateev, N. Shlapakov, M. Antonietti, B. König: Organic semiconductor photocatalyst can bifunctionalize arenes and heteroarenes, Science 2019, 365, 360 – 366.
- Q.-Y. Meng, T. E. Schirmer, A. L. Berger, K. Donabauer, B. König: Photocarboxylation of Benzylic C-H bonds, J. Am. Chem. Soc. 2019, 141, 11393 – 11397.
- Q.-Y. Meng, S. Wang, G. S. Huff, B. König: Ligand-Controlled Regioselective Hydrocarboxylation of Styrenes with CO2 by Combining Visible Light and Nickel Catalysis, J. Am. Chem. Soc. 2018, 140, 3198 – 3201.
- K. Chen, N. Berg, R. Gschwind, B. König: Selective Single C(sp3)−F Bond Cleavage in Trifluoromethylarenes: Merging Visible-Light Catalysis with Lewis Acid Activation,  J. Am. Chem. Soc. 2017, 139, 18444–18447.
- I. Ghosh, B. König: Chromoselective Photocatalysis: Controlled Bond Activation through Light-Color Regulation of Redox Potentials,  Angew. Chem. Int. Ed. 2016, 55, 7676 –7679.
- T. Ghosh, T. Slanina, B. König: Visible light photocatalytic reduction of aldehydes by Rh(III)–H: a detailed mechanistic study,  Chem. Sci. 2015, 6, 2027–2034.
- I. Ghosh, T. Ghosh, J. I. Bardagi, B. König: Reduction of aryl halides by consecutive visible light-induced electron transfer processes, Science 2014, 346, 725 – 728.
- D. P. Hari, B. König: The Photocatalyzed Meerwein Arylation: Classic Reaction of Aryl Diazonium Salts in a New Light,  Angew. Chem. Int. Ed. 2013, 52, 4734 – 4743.
- S. Banerjee, B. König: Molecular Imprinting of Luminescent Vesicles, J. Am. Chem. Soc. 2013, 135, 2967 – 2970.
- M. Cherevatskaya, M. Neumann, S. Füldner, C. Harlander, S. Kümmel, S. Dankesreiter, A. Pfitzner, K. Zeitler, B. König: Visible light Promoted Stereoselective Alkylation by Combining Heterogeneous Photocatalysis with Organocatalysis, Angew. Chem. Int. Ed. 2012, 51, 4062 – 4066.
- Johannes Ranke, Burkhard König, Achim Diehlmann, Günter Kreisel, Matthias Nüchter, Reinhold Störmann, Henning Hopf: NOP – Ein neues organisch-chemisches Grundpraktikum: Nachhaltigkeit per Internet. In: Chemie in unserer Zeit. Band 38, Nr. 4, 2004, S. 258–266, doi:10.1002/ciuz.200400315 (sustainable-chemistry.de [PDF]).